# Нейрексин-1
NRXN1 (англ. Neurexin 1) – білок, який кодується однойменним геном, розташованим у людей на короткому плечі 2-ї хромосоми. Довжина поліпептидного ланцюга білка становить 472 амінокислот, а молекулярна маса — 50 424.
| 10         |  | 20         |  | 30         |  | 40         |  | 50         |
| ---------- |  | ---------- |  | ---------- |  | ---------- |  | ---------- |
| MYQRMLRCGA |  | ELGSPGGGGG |  | GGGGGGAGGR |  | LALLWIVPLT |  | LSGLLGVAWG |
| ASSLGAHHIH |  | HFHGSSKHHS |  | VPIAIYRSPA |  | SLRGGHAGTT |  | YIFSKGGGQI |
| TYKWPPNDRP |  | STRADRLAIG |  | FSTVQKEAVL |  | VRVDSSSGLG |  | DYLELHIHQG |
| KIGVKFNVGT |  | DDIAIEESNA |  | IINDGKYHVV |  | RFTRSGGNAT |  | LQVDSWPVIE |
| RYPAGNNDNE |  | RLAIARQRIP |  | YRLGRVVDEW |  | LLDKGRQLTI |  | FNSQATIIIG |
| GKEQGQPFQG |  | QLSGLYYNGL |  | KVLNMAAEND |  | ANIAIVGNVR |  | LVGEVPSSMT |
| TESTATAMQS |  | EMSTSIMETT |  | TTLATSTARR |  | GKPPTKEPIS |  | QTTDDILVAS |
| AECPSDDEDI |  | DPCEPSSGGL |  | ANPTRAGGRE |  | PYPGSAEVIR |  | ESSSTTGMVV |
| GIVAAAALCI |  | LILLYAMYKY |  | RNRDEGSYHV |  | DESRNYISNS |  | AQSNGAVVKE |
| KQPSSAKSSN |  | KNKKNKDKEY |  | YV         |  |            |  |            |

A: Аланін

C: Цистеїн

D: Аспарагінова кислота

E: Глутамінова кислота

F: Фенілаланін

G: Гліцин

H: Гістидин

I: Ізолейцин

K: Лізин

L: Лейцин

M: Метіонін

N: Аспарагін

P: Пролін

Q: Глутамін

R: Аргінін

S: Серин

T: Треонін

V: Валін

W: Триптофан

Задіяний у таких біологічних процесах, як клітинна адгезія, ангіогенез, альтернативний сплайсинг. 
Білок має сайт для зв'язування з іонами металів, іоном кальцію. 
Локалізований у клітинній мембрані, мембрані, клітинних контактах, синапсах.